# McMahon Stadium
McMahon Stadium je víceúčelový stadion sloužící zejména pro kanadský fotbal v Calgary v Albertě v Kanadě. Pojme 35 650 diváků. Odehrávají se zde soutěže mnoha druhů sportů, kromě toho stadion slouží jako kulturní zařízení s možností pořádání koncertů. Otevřen byl v roce 1960 a během Zimních olympijských her v roce 1988 byl hlavním místem. Nachází se v University of Calgary. Hraje zde tým Calgary Stampeders.

## Historie
Byl postaven v roce 1960 během 103 dnů za 1 milion kanadských dolarů a nahradil stadion Mewata Park. Byl pojmenován podle Franka McMahona a jeho bratr George McMahona, kteří darovali 300 000 dolarů univerzitě. V roce 1985 po výměně půdy s městem Calgary získala univerzita vlastnictví stadionu.
Během Zimních olympijských her v roce 1988 se zde odehrávaly zahajovací a závěrečné ceremoniály.